# Diplomàcia secreta
La diplomàcia secreta és una forma de diplomàcia, que va perviure pràcticament fins a la Primera Guerra Mundial, en la qual es considerava normal i desitjable que els compromisos, acords i pactes entre estats sobirans no fossin coneguts ni pels altres estats ni per l'opinió pública interna. El president dels Estats Units d'Amèrica Woodrow Wilson va tenir un paper destacat i molt actiu en la prohibició de la diplomàcia secreta amb els seus Catorze punts de Wilson de 1918.
A la diplomàcia secreta s'oposa l'anomenada diplomàcia oberta, comunament practicada avui, en la qual la norma és la publicitat dels tractats internacionals, sense perjudici, naturalment, de la reserva que, en general, ha de protegir la seva elaboració i negociació.